# 2007 dans les chemins de fer
Chronologie des chemins de fer
2006 dans les chemins de fer - 2007 - 2008 dans les chemins de fer
Cette page propose une chronologie des événements de l'année 2007 dans les chemins de fer.

## Évènements

### Janvier
- 1er janvier.  France :   la région PACA (Provence-Alpes-Côte d'Azur) remplace le SYMA (Syndicat mixte Méditerranée Alpes) pour la concession de la ligne de Nice à Digne des Chemins de fer de Provence, accordée par l'Etat pour 99 ans  en 1972.

- 4 janvier – 2 février.  France :   RFF a entrepris un renouvellement partiel des rails, des traverses et du ballast de la voie 2, sur 31 km de la ligne Metz – Strasbourg, entre Baudrecourt et Réding. Ces travaux ont été réalisés dans l'optique de l'arrivée du TGV sur ces voies le 10 juin, à l'ouverture de la LGV Est européenne[1].

- 10 janvier.  Belgique :   jusqu'à la fin de l'année, la gare de Bruxelles-Midi est ornée d'une grande fresque reproduisant une vignette de l'album Tintin en Amérique, pour célébrer les 100 ans de la naissance d'Hergé. Une rame Thalys a par ailleurs été mise en service arborant diverses décorations issues de l'univers de Tintin[2].

- 14 janvier.  France :   le groupe Bouygues fait circuler son premier train de matériaux sur le réseau RFF entre Saint-Varent (Deux-Sèvres) et Gennevilliers (Hauts-de-Seine). C'est Seco-Rail qui assure l'exploitation du trafic pour le compte de Colas. Le point de départ se situe aux carrières Roy.  Ces sociétés appartiennent toutes au groupe Bouygues. Le trafic concerne à terme 3 millions de tonnes et sept à huit trains quotidiens.

- 17 janvier.  France :   premier passage de la rame de présérie MF 2000 sur la ligne 2 du métro de Paris. Elle a réalisé l'aller-retour Porte Dauphine-Nation entre 12:12 et 13:24. À terme, le MF 2000 est destiné à équiper les lignes 2, 5 et 9 du métro de Paris[3].

- 2007.  France :   le protocole de financement des études et travaux préparatoires à la deuxième phase de la LGV Est européenne entre Baudrecourt et Strasbourg (soit 106 km) est signé[4].

### Février
- 7 février.  Suisse :   Rachat de la Société du Chemin de fer Orbe-Chavornay par Transports Vallée de Joux, Yverdon-les-Bains, Sainte Croix avec effet rétroactif au 1er janvier de l'année[5].

- 17 février – 18 février.  France :   installation du nouveau poste d'aiguillage informatisé (PAI) de Reims, d'une superficie de 600 m2. Ce nouveau poste ultramoderne, qui gèrera les circulations dans un rayon de 10 km  autour de la gare, fait partie des travaux complémentaires à l'ouverture de la LGV Est européenne le 10 juin 2007[6].

- 19 février.  Allemagne :   Bombardier a signé un contrat avec la Deutsche Bahn pour l'acquisition de 321 automotrices « Talent 2 », pour un coût de 1,2 milliard d'euros[7].

- 19 février – 16 mars.  France :   Réseau ferré de France a entrepris un chantier de RVB (renouvellement voies-ballast) entre Merrey et Vittel sur la ligne de Nancy à Merrey. La voie a entièrement été renouvelée sur 10 km, tandis que seuls les rails et les traverses ont été remplacés sur les 19 km restants[8].

- 27 février.  France :   ouverture du prolongement de la ligne A du tramway de Bordeaux sur 1,7 km de La Morlette à Floirac-Dravemont[9].

- 28 février.  France :   lors du conseil des ministres, Hubert du Mesnil a été nommé président de Réseau ferré de France, en remplacement de Michel Boyon[10].

### Mars
- 5 mars – 4 avril.  France :   après la voie 2 en janvier, RFF a entrepris un renouvellement partiel des rails, des traverses et du ballast de la voie 1 sur 23 km de la ligne Metz - Strasbourg entre Baudrecourt et Réding. Ces travaux ont été réalisés dans l'optique de l'arrivée du TGV sur ces voies le 10 juin à l'ouverture de la LGV Est européenne[11].

- 5 mars.  France :   rachat par RATP Développement des Cars Giraux, qui exploitent des lignes de bus dans l'ouest de la grande couronne[12].

- 5 mars.  France :   début des travaux de voirie permettant le prolongement de la ligne 8 du métro de Paris de Créteil - Préfecture à Pointe du Lac[13].

- 8 mars.  France :   le trafic a été totalement interrompu sur la ligne des Causses entre Neussargues et Saint-Chély-d'Apcher, à la suite d'une visite de surveillance effectuée le 27 avril et ayant révélé un écartement anormal des rails. RFF doit prochainement lancer des travaux d'urgence pour le remplacement des rails et des traverses, de façon que la ligne puisse être rouverte avant l'été[14].

- 8 mars.  France – Allemagne :   la SNCF et la DB ont annoncé conjointement le prix des billets pour les TGV et les ICE qui relieront la France à l'Allemagne par la LGV Est européenne à partir du 10 juin. Les prix seront les mêmes pour les deux compagnies et les deux types de trains. Les prix les plus élevés de Paris à l'Allemagne seront atteints sur les trajets Paris-Francfort (99 euros en 2nde classe, 171 en 1re)[15].

- 8 mars.  France :   à l'occasion de la Journée internationale des femmes, la RATP et la ville d'Ivry-sur-Seine ont inauguré les nouvelles céramiques de la station Pierre Curie du métro de Paris, qui s'appelle désormais « Pierre et Marie Curie ». Cette station devient ainsi la seconde à porter le nom d'une femme, après Louise Michel en 1946[16].

- 12 mars.  République populaire de Chine :   Alstom et le ministère chinois des chemins de fer ont signé deux contrats à Pékin, l'un pour la fabrication de 500 locomotives électriques CoCo destinées au fret, l'autre pour l'électrification de la LGV Shijiazhuang-Taiyuan. Le montant du premier contrat s'élève à 310 millions d'euros, celui du deuxième à 42 millions[17].

- 12 mars.  États-Unis :   un train de fret a déraillé, vers 7 heures (heure locale), près d'Oneida, dans l'État de New York, dans des circonstances qui restent pour l'instant incertaines. 26 des 79 wagons du train se sont renversés, et au moins un, qui contenait du propane liquide, a explosé. Aucune victime n'a été déplorée. Les autorités ont procédé par précaution à l'évacuation complète de la zone située à moins d'un mille du lieu de l'accident, y compris une prison et deux écoles élémentaires[18].

- 13 mars.  France :   la région Bretagne et la SNCF ont signé une seconde convention d'exploitation du TER pour la période 2007-2013. Celle-ci prévoit notamment l'acquisition de 23 AGC pour un prix de 100 millions d'euros, et l'extension de la zone couverte par la carte KorriGo à toute la Bretagne[19].

- 15 mars.  France :   inauguration du premier tronçon de la ligne à grande vitesse Est Européenne, le premier train partant de Paris vers 16 heures, avec à son bord le ministre français des transports Dominique Perben. Cette ligne permettra à partir du 10 juin 2007 de relier Paris à de nombreuses villes de l'Est de la France, dont Strasbourg, Metz, Nancy et Reims, ainsi qu'à des villes allemandes, luxembourgeoises et suisses[20].

- 23 mars.  Belgique :   inauguration par Infrabel de la nouvelle jonction Nord-Sud d'Anvers, comprenant entre autres un souterrain de plus de 3,8 km. Cette nouvelle jonction, qui permettra un gain de temps d'environ 15 minutes, sera parcourue aussi bien par des trains régionaux que par des trains internationaux comme le Thalys[21].

- 29 mars.  France – Luxembourg :   inauguration de la seconde autoroute ferroviaire française, qui reliera Bettembourg (Luxembourg) au Boulou (Pyrénées-Orientales, France), soit 1 067 km. Cette autoroute ferroviaire, dont les services sont commercialisés par Lorry Rail, une nouvelle société dont les actionnaires principaux sont ASF et la caisse des dépôts et consignations, aura une capacité de 29 200 véhicules annuels[22].

### Avril
- 1er avril.  France – Belgique :   suppression par Thalys, pour cause de rentabilité trop faible, de sa ligne reliant Bruxelles-Midi à Roissy et Marne-la-Vallée. Cette liaison est toutefois maintenue par TGV SNCF, mais avec un temps de parcours généralement plus long, la plupart des trains faisant un détour par Lille - Europe[23].

- 2 avril.  France :   signature par la SNCF et la région Picardie d'une seconde convention d'exploitation du TER Picardie, en vigueur jusqu'au 31 décembre 2012. Cette convention met l'accent sur la fiabilité et la qualité du service, et intègre la desserte Paris-Est - Château-Thierry[24].  en savoir plus ...

- 3 avril.  France :   vers 13h15 (heure locale), la rame spéciale « V150 » du TGV a décroché un nouveau record du monde, en roulant à la vitesse de 574,8 km/h au niveau de la commune du Chemin (Marne). Alstom, RFF et la SNCF ont ainsi battu le record du monde de vitesse du TGV de 1990, qui s'établissait à 515,3 km/h[25].  en savoir plus ... –  Lire l'article de Wikinews

- 3 avril.  France :   inauguration du CDGVAL, ligne de métro automatique reliant, à l'intérieur de l'aéroport de Paris-Charles-de-Gaulle, les trois terminaux et deux parkings. Cette ligne, à la fois destinée aux voyageurs en correspondance et aux employés de l'aéroport, a été mise en service le lendemain[26].  en savoir plus ...

- 10 avril.  Viêt Nam :   le gouvernement d'Hô Chi Minh-Ville a approuvé la construction de la première ligne de métro du Viêt Nam, qui devrait relier en 2013 le marché de Ben Thanh à Suoi Tien, soit une longueur de 19,7 km. Le prix de cette ligne devrait s'élever à 1,1 milliard de dollars, dont 904,7 millions apportés par la banque japonaise de coopération internationale. D'autres lignes sont prévues, et le réseau doit compter 195 km de lignes d'ici à 2020[27].

- 10 avril.  France – Royaume-Uni :   ouverture de l'OPE d'Eurotunnel à la suite de la décision du tribunal de commerce de Paris du 15 janvier 2007. La clôture de l'OPE, initialement prévue le 15 mai, a été repoussée au 21 mai à la suite d'une réception tardive des formulaires par certains actionnaires[28].  en savoir plus ...

- 16 avril.  France :   le ministère français des transports a approuvé l'avant-projet de la section Tours-Angoulême de la LGV Sud Europe Atlantique. RFF doit maintenant mener l'enquête d'utilité publique, avec pour but une ouverture en 2016[29]

- 18 avril.  France :   création d'un comité de pilotage des études du projet de ligne à grande vitesse Poitiers - Limoges. Ce comité est composé des présidents des conseils régionaux de Limousin et Poitou-Charentes, des maires de Poitiers, Limoges et Brive-la-Gaillarde, et des présidents de conseils généraux. Le projet de LGV Poitiers-Limoges a été retenu par le conseil d'administration de RFF le 8 mars dernier à la suite d'un débat public mené fin 2006[30].

- 24 avril.  France – Italie :   Dominique Perben et Alessandro Bianchi, ministres français et italiens des transports, ont annoncé la prolongation de l'expérimentation de l'autoroute ferroviaire alpine jusqu'à fin 2008, « grâce au soutien financier de la France et de l'Italie »[31].

- 26 avril.  Belgique :   vers 19h10 (heure locale), un train de voyageurs reliant les gares d'Ostende et Courtrai a été percutée par une rame à vide en gare d'Izegem. Seules 3 personnes, dont le conducteur du train de voyageurs, ont été gravement blessées. Selon les conclusions de l'enquête menée par le parquet de Courtrai, une mauvaise reconfiguration d'un circuit de voie lors de travaux récents sur la signalisation de cette gare serait à l'origine de la collision[32].

### Mai
- 8 mai.  République de Chine (Taïwan) :   mise en service de trois trains pendulaires entre Taipei et Hualien (196 km), permettant une réduction de 2h45 à 2 heures du temps de parcours[33].

- 8 mai.  Allemagne :   d'après le Süddeutsche Zeitung, le ministre de l'Économie Michael Glos aurait rejeté le projet de loi rédigé par le ministère des transports et prévoyant la privatisation de la Deutsche Bahn. Cette décision pourrait retarder la privatisation de l'entreprise ferroviaire, prévue pour 2008[34].

- 10 mai.  France :   inauguration de la première gare rénovée dans le cadre du TGV Est Européen : la gare de Mulhouse avec voyage inaugural.  [réf. souhaitée]

- 13 mai.  France :   dans le cadre de l'opération « 574,8 km/h sur Seine », la motrice de tête et la voiture-laboratoire de la rame V150 du record du 3 avril traverseront Paris sur la Seine à bord d'un ponton flottant. Du 14 au 20 mai, une exposition consacrée à la grande vitesse ferroviaire s'est tenue au Port de Suffren, à proximité immédiate de la Tour Eiffel[35].

- 17 mai.  Inde :   le gouvernement indien a annoncé son intention de signer l'accord sur le réseau ferroviaire transasiatique, 12 jours après une annonce similaire du Bangladesh. New Delhi va ainsi construire et réhabiliter des lignes de chemin de fer avec son voisin birman, pour un coût estimé à quelque 730 millions de dollars[36].  en savoir plus ...

- 17 mai.  Corée du Nord – Corée du Sud :   pour la première fois depuis la Guerre de Corée, deux trains ont franchi la frontière entre les deux Corées, une des plus militarisées au monde. Ces premiers trains depuis la fin de la construction de la ligne en 2003 transportaient de nombreuses personnalités des deux pays[37].   Lire l'article de Wikinews

- 26 mai.  Russie – Estonie :   suspension de la liaison ferroviaire Saint-Pétersbourg-Tallinn, après seulement 2 mois d'ouverture. Cette fermeture, que les chemins de fer russes justifient par un taux de remplissage des trains de seulement 18 %, a lieu dans le contexte d'une crise diplomatique entre les deux pays au sujet d'un monument commémorant la victoire soviétique sur l'Allemagne nazie en 1945[38].

- 29 mai.  France :   extensions de la ligne B du Tramway de Bordeaux

- 31 mai.  France :   remise à Réseau ferré de France des dossiers de candidature pour la concession de la LGV Sud Europe Atlantique. Selon Villes & Transports Magazine, trois consortiums français ont répondu, à savoir Bouygues-Alstom, Vinci-Inexia et Eiffage[39].

### Juin
- 2 juin.  Espagne :   mise en service des 12,5 km du tramway de Tenerife, utilisant vingt rames Citadis 302 à plancher bas intégral. La ligne, reliant La Laguna à Santa Cruz, est cadencée au cinq minutes depuis septembre[40].

- 5 juin.  Australie :   Au moins 11 personnes ont été tuées et 50 autres blessées après la collision d'un camion avec un train régional à un passage à niveau près de Kerang (Victoria). Le premier ministre de l'État Steve Bracks s'est rendu sur les lieux de l'accident et a appelé à une enquête complète pour déterminer les raisons de la collision[41].   (en)Lire l'article de Wikinews

- 10 juin.  France :   mise en service commerciale de la première phase de la LGV Est entre Vaires-sur-Marne en Seine-et-Marne à Baudrecourt en Moselle permettant de relier Strasbourg à Paris en 2h20[42].  en savoir plus ...

- 25 juin.  Suisse :   inauguration du tunnel de base du Lötschberg, long de 34,6 km, important ouvrage des NLFA, notamment destiné au trafic de fret entre l'Italie et le nord de l'Europe[43].

- 25 juin.  France :   inauguration de la station Olympiades du métro de Paris. Le prolongement correspondant de la ligne 14 est effectif dès le lendemain, 26 juin.

- 25 juin.  France :   le conseil régional de Bourgogne a approuvé, lors de l'adoption de son schéma régional des infrastructures de transport, le projet de voie ferrée Centre - Europe - Atlantique (VFCEA), qui prévoit l'électrification et l'amélioration d'un axe Basse-Loire - Jura. Le tronçon bourguignon du projet, à savoir la ligne de Nevers à Chagny, est le seul dont la réalisation ne soit pas prévue par un des contrats de plan État-région 2007-2013[44].

- 30 juin.  France :   mise en service de la ligne B du métro de Toulouse[45].

### Juillet
- 2 juillet.  Union européenne :   lancement à Bruxelles de Railteam, alliance ferroviaire européenne dans le domaine de la grande vitesse regroupant la SNCF, la SNCB, les CFF, la DB, NS Hispeed, les Chemins de fer fédéraux autrichiens et Eurostar, ainsi que trois membres « associés », Thalys, Lyria et Alleo[46].  en savoir plus ...

- 2 juillet.  Belgique :   début des travaux préparatifs à la construction de la nouvelle ligne Bruxelles - Malines, avec le débroussaillement du terre-plein central de l'autoroute E19 qui accueillera la ligne. Cette ligne, qui devrait être mise en service en 2012, a pour but de permettre le relèvement à 160 km/h de la vitesse de référence entre Bruxelles et Anvers, dans le cadre de l'amélioration en cours de l'axe ferroviaire Bruxelles - Amsterdam[47].

- 3 juillet.  France :   inauguration officielle du tramway de Marseille (première phase entre les stations Euroméditerranée - Gantès et Les Caillols)[48].

- 7 juillet.  France :   fermeture de la ligne Don-Sainghin - Béthune jusqu'au 31 août, pour permettre la pose des poteaux de caténaires, de la nouvelle voie et le renouvellement de 15 km de l'ancienne, dans le cadre du doublement de cette ligne[49].

- 10 juillet.  France :   lancement par la région Poitou-Charentes d'une expérimentation de l'agrocarburant B30 sur ses huit X 73500 (A TER). Ce biocarburant, composé à 70 % de gazole et à 30 % de diester d'origine végétale, pourrait ensuite être expérimenté avant la fin de l'année par les régions Bourgogne et Champagne-Ardenne[50].

- 13 juillet.  Pays-Bas :   inauguration de la nouvelle Gare d'Amsterdam-Bijlmer ArenA, agrandie dans le cadre du quadruplement de la ligne Amsterdam-Utrecht et en raison de sa desserte du stade d'ArenA. La nouvelle gare compte six voies (au lieu de deux), et passe au-dessus d'un boulevard de 70 mètres de large[51].

- 14 juillet.  Argentine :   réapparition du tramway dans le pays avec l'ouverture d'une ligne expérimentale de 2 km le long du port de Buenos Aires, utilisant des rames Citadis 302 prêtées par Mulhouse[52].

- 18 juillet.  France :   réouverture au trafic de la ligne des Causses entre Saint-Chély-d'Apcher et Neussargues, après des travaux consistant en un renouvellement des traverses sur 8 km, un renforcement du ballast sur 15 km et le remplacement de trois ponts-rails. Cette fermeture et ces travaux avaient été décidés en urgence en mars, après que des surrécartements importants furent décelés sur la ligne[53].

- 19 juillet.  Arabie saoudite – Italie :   une source de l'ambassade italienne à Riyad a annoncé qu'un consortium mené par les Ferrovie dello Stato Italiane avait remporté un contrat pour construire une nouvelle ligne à grande vitesse entre Djeddah, La Mecque et Médine. Cette information a cependant été démentie par les chemins de fer saoudiens.  [réf. souhaitée]

- 20 juillet.  Royaume-Uni :   Metronet, le consortium privé chargé de la rénovation de la plus grande partie du Métro de Londres est mis en tutelle pour dépassement de coûts[54]. Les partenaires perdent gros. Entre autres, Bombardier Transport a annoncé la radiation d’un investissement de 164 millions $US lors du deuxième trimestre 2008 à cet effet[55].

### Août
- 11 août – 15 août.  France :   interception totale du trafic sur le pont du Rhône à Culoz (Ain, ligne de la Maurienne), pour permettre le ripage à la fois de l'ancien tablier vers l'aval et du nouveau tablier à sa place définitive, dans le cadre du remplacement de ce pont centenaire[56].

- 15 août.  République populaire de Chine :   inauguration de la seconde ligne de chemin de fer reliant Hong Kong à Shenzhen, sa voisine continentale, par Henry Tang, Chef de l'exécutif de Hong Kong. La ligne, longue de 7,4 km, permet d'offrir un itinéraire de substitution à la ligne préexistante, souvent saturée[57].

- 19 août.  Allemagne :   ouverture de la ligne RT4, première ligne du RegioTram (tram-train) de Cassel. Le 16 septembre, trois lignes supplémentaires ont ouvert leurs portes[58].

- 23 août.  République populaire de Chine :   lancement des travaux de construction d'une ligne à grande vitesse entre les villes de Harbin, Changchun, Shenyang et Dalian, dans le nord-ouest du pays. Cette ligne, qui permettra de soulager la ligne existante entre ces villes de son trafic voyageurs, devrait coûter 92,3 milliards de yuans (9 milliards d'euros ou 12,2 milliards de dollars environ). Cette ligne devrait d'abord exploitée à partir de 2013 à une vitesse maximale de 200 km/h, avant que cette vitesse ne soit plus tard relevée à 350 km/h[59].

- 25 août.  France :   ouverture simultanée de plusieurs extensions du tramway de Strasbourg : la ligne C est prolongée de l'Esplanade à Neuhof, la ligne D d'Étoile-Polygone à Aristide Briand et la ligne E est ouverte de Baggersee à Wacken. Plusieurs autres extensions du tramway ouvriront jusqu'à la mi-2008, ce qui entraînera un doublement de la longueur du réseau en quelques mois[60].

- 31 août.  France :   inauguration de la dernière phase de la ligne 1 du tramway de Valenciennes en direction de Denain. La mise en service est prévue le 3 septembre[61].

### Septembre
- 4 septembre.  Royaume-Uni – France :   le premier TGV TMST (Eurostar) à circuler sur la ligne CTRL 2 jusqu’à la gare de Saint-Pancras établit un nouveau record pour le temps de parcours en train entre Paris et Londres, en reliant les deux villes en deux heures, trois minutes et trente-neuf secondes. Le train a atteint des vitesses de 325 km/h en France, 314 au Royaume-Uni[62].

- 7 septembre.  France :   le Président Nicolas Sarkozy, en visite à Strasbourg, annonce le lancement en 2010 des travaux de la 2e phase de la LGV Est européenne, avec une mise en service prévue quatre à cinq ans plus tard[63].

- 7 septembre – 20 octobre.  France :   coupe du monde de rugby à XV, dont la SNCF est partenaire. Dans le contexte de l’ouverture de la LGV Est européenne, la SNCF a dû effectuer un travail important d’optimisation de l'utilisation d’un parc TGV déjà très sollicité, pour pouvoir transporter les équipes et les spectateurs dans des dizaines de circulations exceptionnelles[64].

- 11 septembre.  Inde :   début de la visite par une équipe de l’Unesco de la ligne à voie étroite Kalka-Shimla, dans le nord-ouest du pays, ouverte au trafic en 1903. Les experts doivent décider de l’intégration ou non de cette ligne, célèbre pour ses paysages et ses ouvrages d’arts, au patrimoine mondial[65].

- 12 septembre.  Azerbaïdjan – Turquie :   annonce par Musa Panahov, vice-ministre des Transports du gouvernement azerbaïdjanais, du lancement courant octobre des travaux du chemin de fer Bakou – Tbilissi – Kars, pour un coût prévu de 200 millions de dollars. Cette ligne reliant entre eux l’Azerbaïdjan, la Géorgie et la Turquie devrait permettre un trajet alternatif à la ligne Kars – Gyumri – Akhalkalaki, sur laquelle aucun train n’a circulé depuis la fermeture en 1993 de la frontière turco-arménienne[66].  en savoir plus ...

- 18 septembre.  Rwanda – Tanzanie :   la compagnie ferroviaire allemande Railion (filiale à 94 % de la Deutsche Bahn) a annoncé un projet visant à relier par chemin de fer le Rwanda à l’Océan Indien, via la Tanzanie. L’annonce a été faite alors que le premier ministre Bernard Makuza était à la tête d’une délégation rwandaise à Mayence (Rhénanie-Palatinat)[67].

- 20 septembre.  Royaume-Uni – Belgique :   deux semaines après avoir parcouru la distance Paris – Londres en moins de 2 h 04, un TGV TMST d’Eurostar a relié la gare londonienne de Saint-Pancras à la gare de Bruxelles-Midi en 1 h 43, soit 8 minutes de moins que le temps de parcours prévu entre les deux gares à partir du 14 novembre prochain, date de l’ouverture du second tronçon de la CTRL[68].

- .  Union européenne :   adoption définitive par le Parlement européen du « 3e paquet ferroviaire », qui entrera en vigueur en 2009. Ce texte entraînera comme principales évolutions une ouverture plus large du marché ferroviaire en Europe, une plus grande protection des passagers non seulement internationaux (comme prévu initialement) mais aussi intérieurs, et la création d’une licence européenne des conducteurs de trains[69].

- 25 septembre.  Cuba – Venezuela :   la Banque Vénézuélienne pour le Développement Socio-Économique (BANDES) a signé un accord avec le gouvernement cubain pour investir 100 millions de dollars dans une amélioration de l’infrastructure ferroviaire cubaine. L’accord, qui comprend aussi l’envoi d'ingénieurs cubains pour des travaux similaires au Venezuela, doit permettre un relèvement de la vitesse moyenne sur le réseau ferroviaire cubain de 40 à 100 km/h[70].

- 25 septembre.  Allemagne :   l’État de Bavière a annoncé être parvenu à un accord sur le financement d’une ligne de train à sustentation magnétique entre Munich et son aéroport international, pour un prix estimé à 1,85 million d’euros. La ligne sera construite par Siemens et ThyssenKrupp, et exploitée par la Deutsche Bahn[71].

### Octobre
- 1er octobre.  Royaume-Uni :   le premier ministre britannique Gordon Brown a officiellement apporté son soutien au projet Crossrail, visant à construire une ligne ferroviaire de type RER traversant Londres d’est en ouest. Ce projet de 16 milliards de livres devrait être en grande partie financé par le secteur privé[72].

- 2 octobre.     mise en service du prolongement de la ligne A du métro de Lyon, entre les stations Laurent Bonnevay - Astroballe et Vaulx-en-Velin - La Soie.

- 2 octobre.  France :   lancement de la première relation iDTGV à emprunter la ligne à grande vitesse Est européenne, celle reliant quotidiennement Paris-Est à Strasbourg et Mulhouse. Cet été, iDTGV avait déjà inauguré une relation Paris-Montparnasse – Bordeaux – Bayonne – Hendaye[73].

- 4 octobre.  Corée du Nord – Corée du Sud :   lors du premier sommet tenu depuis sept ans entre les dirigeants des deux Corées, les deux pays se sont engagés à ouvrir une ligne destinée aux trains de marchandises entre la Corée du Sud et la zone industrielle de Kaesong, ville frontalière nord-coréenne. En mai dernier, deux trains remplis de dignitaires des deux pays avaient déjà traversé la frontière pour la première fois en plus de 50 ans[74].

- 6 octobre.  Cuba :   un train est entré en collision avec un bus à un passage à niveau à Yara, dans la province de Granma. Une enquête est en cours pour éclaircir les circonstances de cet accident, qui a provoqué la mort d’au moins 28 personnes et en blessant 73 autres[75].   (en)Lire l'article de Wikinews

- 7 octobre.  Chine :   ouverture de la cinquième ligne du métro de Pékin, traversant la ville selon un axe nord–sud. Cette ligne de près de 28 km, desservant 23 stations ultra-modernes, aura coûté 1,6 milliard de dollars à l’État chinois et fait partie des quatre lignes prévues pour les Jeux olympiques. Dans le même temps, le prix du billet a été baissé sur l’ensemble du réseau, pour s’établir à un tarif unique de deux yuans[76].

- 18 octobre.  France :   une grève menée à l’appel de 14 syndicats de la SNCF et de la RATP contre la réforme prévue des régimes spéciaux de retraite a fortement perturbé le trafic ferroviaire en France. À la SNCF, où près des trois quarts des salariés et 90 % des conducteurs étaient en grève, seuls 46 TGV sur 700 ont circulé, et les trafics Corail et TER étaient très perturbés. À la RATP, certaines lignes de métro étaient fermées et d'autres avaient un trafic très perturbé ; les lignes A et B du RER ont quant à elles vu passer un trafic « quasi nul ». Alors que certains syndicats appelaient à une reconduction du mouvement, le trafic est peu à peu revenu à la normale au cours du week-end, même s’il restait très perturbé vendredi[77].

- 25 octobre.  France :   pour le marché du renouvellement de la flotte Transilien, le constructeur ferroviaire canadien  Bombardier a remporté l'appel d'offres portant sur 172 rames en tranche ferme. Alstom qualifie ce contrat de concurrence déloyale.

### Novembre
- 17 novembre.     mise en service de la première ligne du tramway du Mans, sur 15,4 km entre les stations Antarès et Université. Les 23 rames Citadis affectées à cette ligne reçoivent au fur et à mesure de leur livraison un nom de baptême évoquant l'histoire et la géographie de la ville. Une antenne desservant le quartier des Sablons doit à son tour entrer en service avant l'été 2008[78].  en savoir plus ...

- 24 novembre.     mise en service de la première ligne du tramway de Nice

### Décembre
- 9 décembre.     mise en place du cadencement sur l'ensemble du réseau TER Rhône-Alpes, une première en France à cette échelle hors Île-de-France. 1 100 trains et 450 trains changeront d'horaires, et cent trains seront créés. L'expérience sera étendue à neuf autres régions françaises en 2008[79].